# Carlos Castro Mora
Carlos Eduardo Castro Mora (Alajuela, 10 de septiembre de 1978) es un exjugador de fútbol costarricense.
Fue defensor de la selección de Costa Rica; debutó con el equipo de la Liga Deportiva Alajuelense, fuera de Costa Rica ha jugado en Noruega y en Rusia. Su último club fue el C.S Herediano del que fue separado debido a diferencias con el cuerpo técnico. Considerado uno de los mejores laterales de la historia de  Costa Rica.

## Clubes
| Club            | País       | Año         |
| --------------- | ---------- | ----------- |
| L.D Alajuelense | Costa Rica | 1997-2003   |
| FC Rubin Kazán  | Rusia      | 2003-2004   |
| L.D Alajuelense | Costa Rica | 2004-2006   |
| FK Haugesund    | Noruega    | 2007        |
| L.D Alajuelense | Costa Rica | 2008-2010   |
| Puntarenas FC   | Costa Rica | 2010        |
| Brujas FC       | Costa Rica | 2010        |
| UE Extremenya   | Andorra    | 2011        |
| C.S Herediano   | Costa Rica | 2011        |
| A.D Carmelita   | Costa Rica | 2012 - 2014 |

## Mundiales Mayores
| Mundial                        | Sede                | Resultado    |
| ------------------------------ | ------------------- | ------------ |
| Copa Mundial de Fútbol de 2002 | Japón Corea del Sur | Primera Fase |

## Mundiales Menores
| Mundial                        | Sede    | Año  | Resultado    |
| ------------------------------ | ------- | ---- | ------------ |
| Copa Mundial de Fútbol Juvenil | Malasia | 1997 | Primera Fase |

## Palmarés

### Títulos nacionales
| Título                         | Equipo          | País       | Año  |
| ------------------------------ | --------------- | ---------- | ---- |
| Primera División de Costa Rica | L.D Alajuelense | Costa Rica | 2000 |
| Primera División de Costa Rica | L.D Alajuelense | Costa Rica | 2001 |
| Primera División de Costa Rica | L.D Alajuelense | Costa Rica | 2002 |
| Primera División de Costa Rica | L.D Alajuelense | Costa Rica | 2003 |
| Primera División de Costa Rica | L.D Alajuelense | Costa Rica | 2005 |

### Títulos internacionales
| Título                 | Equipo                  | Sede          | Año  |
| ---------------------- | ----------------------- | ------------- | ---- |
| Copa Interclubes UNCAF | L.D Alajuelense         | Costa Rica    | 2002 |
| Copa Centroamericana   | Selección de Costa Rica | Panamá        | 2003 |
| Copa Interclubes UNCAF | L.D Alajuelense         | Centroamérica | 2005 |